# Acropsopilio neozelandiae
Espèce
Synonymes
- Zeopsopilio neozelandiae Forster, 1948

Acropsopilio neozelandiae est une espèce d'opilions dyspnois de la famille des Acropsopilionidae.

## Distribution
Cette espèce est endémique de Nouvelle-Zélande.

## Description

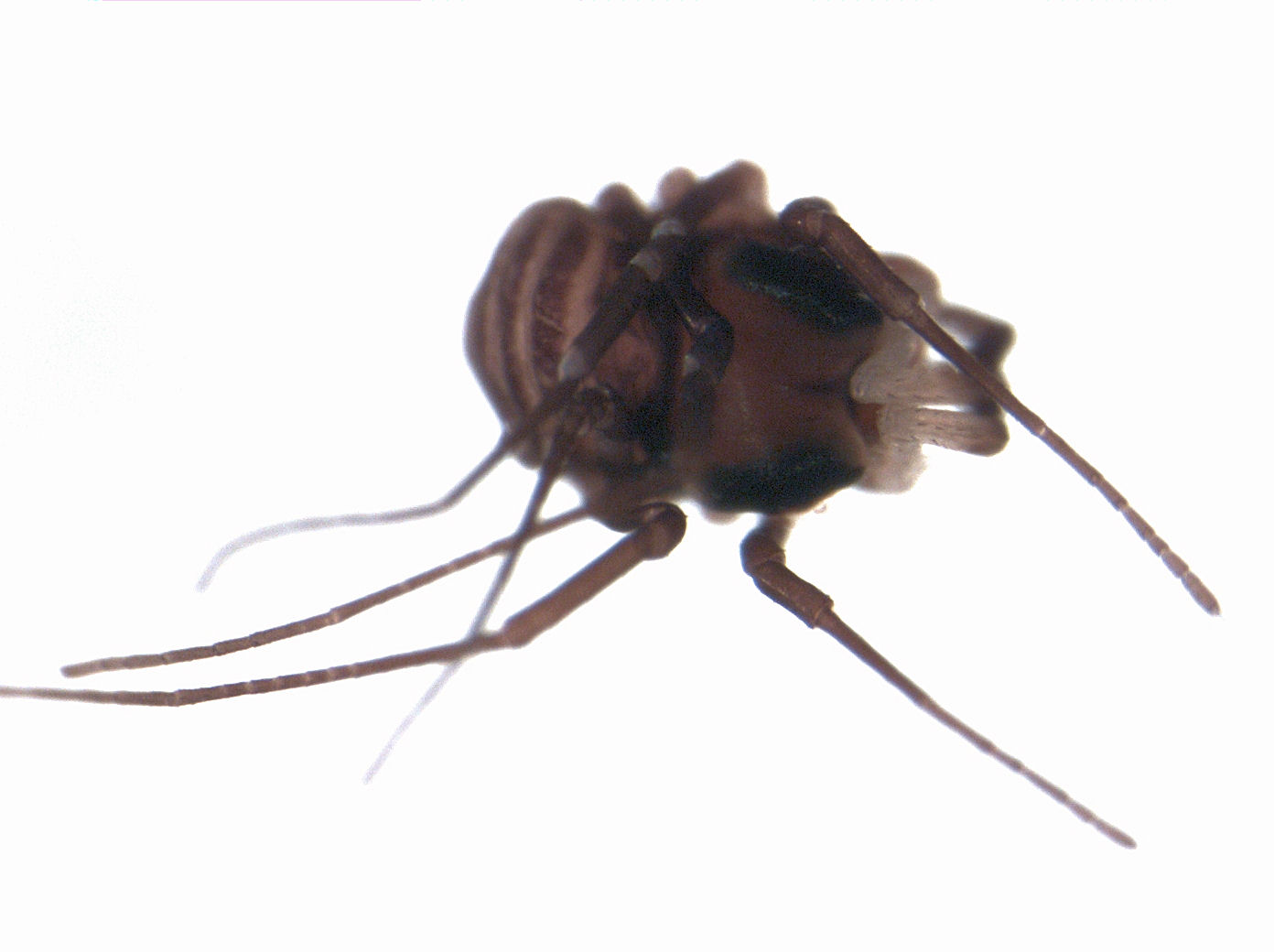
Acropsopilio neozelandiae

La femelle holotype mesure 1,3 mm de long et 0,7 mm de large.

## Systématique et taxinomie
Cette espèce a été décrite sous le protonyme Zeopsopilio neozelandiae par Forster en 1948. Elle est placée dans le genre Acropsopilio par Shear en 1974.

## Étymologie
Son nom d'espèce lui a été donné en référence au lieu de sa découverte, la Nouvelle-Zélande.

## Publication originale
- Forster, 1948 : « A new genus and species of the family Acropsopilionidae (Opiliones) from New Zealand. » Transactions and Proceedings of the Royal Society of New Zealand, vol. 77, p. 139–141.